# OpenWrt
OpenWrt este un sistem de operare liber pentru sisteme înglobate, bazat pe nucleul Linux. Proiectul a început în 2004, fiind bazat pe codul sursă GPL al ruterului Linksys WRT54G (de la care provine și numele).